# مرشد چلویی

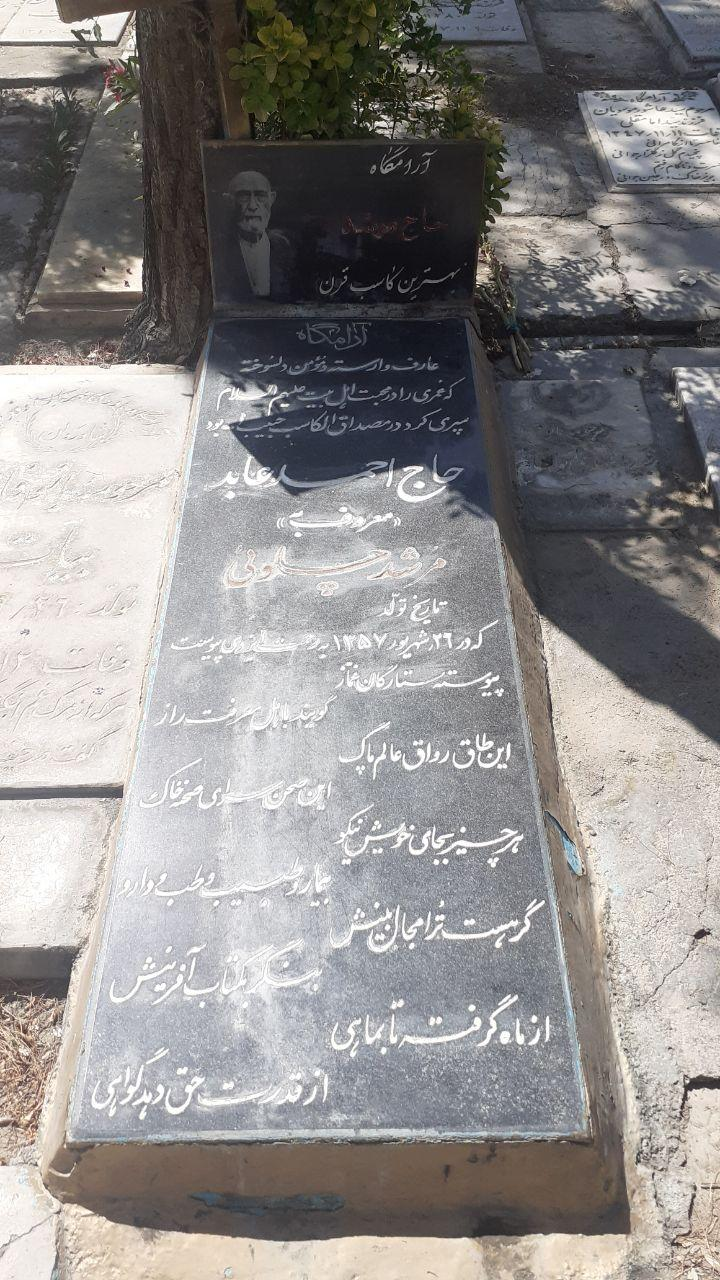
مزار مرشد چلویی در ابن بابویه

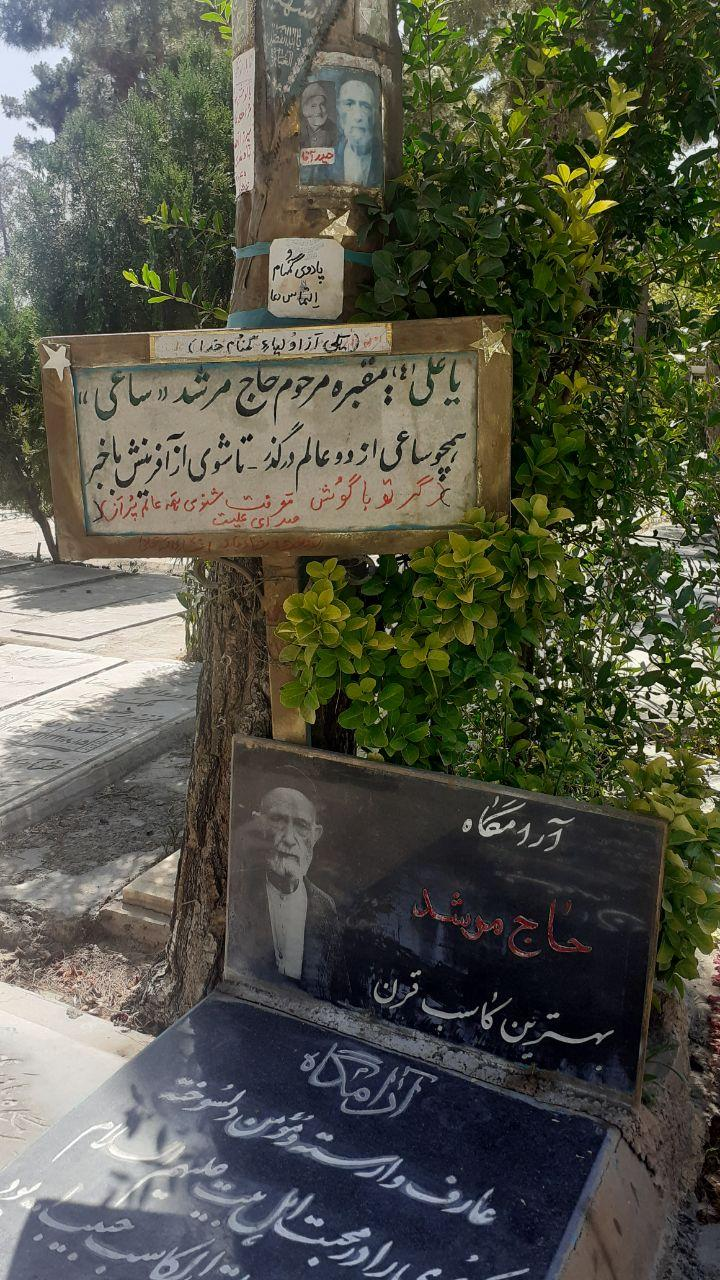
مزار مرشد چلویی در ابن بابویه شهرری

حاج میرزا احمد عابد نهاوندی (زاده ۱۲۶۷ در نهاوند - درگذشته ۲۵ شهریور ۱۳۵۷ در تهران) مشهور به حاج مرشد چلویی، شاعر متخلص به ساعی و از عارفان معاصر، که در حدود ۹۰ سالگی در سال ۱۳۵۷ در تهران درگذشت. به دلیل برخورد خاص خود با مشتریان، او را «بهترین کاسب قرن» می‌نامند.
در بالای صندوق مغازه بر روی تابلویی نوشت بود: «نسیه و وجه دستی داده می‌شود حتی به جنابعالی، به قدر قوه»

## زندگی‌نامه
وی در بازار تهران جنب مسجد جامع، چلوکبابی داشت و برای عموم، سخنرانی‌های هفتگی برپا می‌داشت. چون با مردم با زبان شعر و پند و اندرز برخورد می‌کرد به حاج مرشد معروف بود. تنها نسخه دیوان اشعار عرفانی ساعی در زمان خود در آتش‌سوزی مغازه‌اش سوخت از این رو پس از تدوین اشعار بجامانده به دیوان سوخته مشهور شد. او اجازه انتشار اشعار خود را نمی‌داد، اما پس از درگذشت، اشعار وی به چاپ رسید و تاکنون چندبار تجدید چاپ شده‌اند.
حاج مرشد با عرفای هم‌عصر خود مانند شیخ رجبعلی خیاط، طوطی همدانی و حاج اسماعیل دولابی ارتباط دوستانه داشت.
از اشعار اوست:
| کو آن کسی که کار برای خدا کند؟ |  | بر جای بی‌وفایی مردم وفا کند   |
| هرچند خلق سنگ ملامت بر او زنند |  | بر جای سنگ نیمه شبها دعا کند… |

دربارهٔ مرشد چلویی روایت‌های زیادی به یادگار مانده‌است. به صورتی که مرشد گفته بود، کسانی که می‌خواهند غذا بیرون ببرند، هدایت کنید تا از نزد او بگذرند، چون بیشتر کسانی که غذا بیرون می‌بردند، بچه‌ها و نوجوانانی بودند که برای کارفرمایان و صاحبان مغازه‌های بازار غذا می‌گرفتند و می‌بردند و خودشان از آن غذا محروم بودند. مرشد، کودکی که با ظرف غذا در دست، نزد او می‌آمد قدر پلوی زعفرانی روی بادیه او می‌ریخت و ظرف را کامل می‌کرد و بعد تکه کباب یا لقمه گوشت یا اگر تمام شده بود، ته‌دیگی زعفرانی داخل روغن می‌کرد و دهان آن پسربچه یا نوجوان می‌گذاشت.
همین‌طور فقرا صفی داشتند که از داخل راهرو شروع می‌شد و به اول سالن مغازه ختم می‌گشت. افراد فقیری که معمولاً عائله مند بودند و بعضی مورد شناسایی مرشد قرار داشتند، هر روز می‌آمدند و به نسبت تعداد عائله خود غذای رایگان و خرجی روزانه می‌گرفتند.
نمونه شعری آیینی از وی:
من غم مهر حسین با شیر از مادر گرفتم / روز اول کآمدم دستور تا آخر گرفتم
بر مشام جان زدم یک قطره از عطر حسینی / سبقت از مشک و گلاب و نافه و عنبر گرفتم
عالم ذَر ذره‌ای از خاک پای حضرتش را / از برای افتخار از حضرت داور گرفتم
بر در دروازهٔ ساعات یک ساعت نشستم / تا سراغ حضرتش از زینب مضطر گرفتم
زینبی دیدم چه زینب کاش مداحش بمیرد / من ز آه آتشینش پای تا سر درگرفتم…

## درگذشت
وی در حدود نود سالگی در ۲۵ شهریور ۱۳۵۷ هجری شمسی در تهران درگذشت. قبر او امامزاده هادی در جنب ابن بابویه تهران است.
این بیت شعر از او بر سنگ عمودی بالای قبر وی نوشته شده‌است:
| همچو ساعی از دو عالم درگذر |  | تا شوی از آفرینش باخبر |